# Manuel Stahlberger
Manuel Stahlberger (* 1974 in St. Gallen) ist ein Schweizer Kabarettist, Liedermacher und Comiczeichner.

## Laufbahn
Gemeinsam mit Moritz Wittensöldner bildete Stahlberger ab 1994 das Duo Mölä & Stahli, das 2002 in der Sparte Kleinkunst/Comedy den Prix Walo erhielt. Ab 2003 trat er im Duo Stahlbergerheuss zusammen mit dem Klangtüftler Stefan Heuss auf, der auf selbstgebauten Instrumenten aller Art spielte. Gemeinsam hatten sie 2009 einen Auftritt am Arosa Humor-Festival.
Für das Ostschweizer Kulturmagazin Saiten zeichnete Stahlberger von 1998 bis 2005 monatlich den Comic Herr Mäder.
Seit 2009 spielt er in der Band Stahlberger, gemeinsam mit Marcel Gschwend (Bit-Tuner), Dominik Kesseli, Michael Gallusser und Christian Gallusser-Kesseli. Die Band veröffentlichte bislang fünf Alben. Sie trat u. a. in der Fernsehsendung Giacobbo/Müller auf und war auf unzähligen Club- und Festival-Bühnen der Deutschschweiz zu Gast.
Seit 2012 ist er auch als Solokünstler unterwegs. In seinen Programmen «Innerorts», «Neues aus dem Kopf» und «Eigener Schatten» kombiniert er Lieder und Zeichnungen zu einer skurrilen, witzigen, manchmal auch melancholischen Alltagsbeschreibung, bei der das Abgründige nie weit entfernt ist.
2016 trat er während zwei Staffeln als Sidekick in der Late Night Show Deville auf. Danach war er noch gelegentlich als Gast in der Sendung zu sehen.
Ausser dem HSG-Kulturpreis in seiner Heimatstadt erhielt Stahlberger 2021 einen nationalen Schweizer Preis Darstellende Künste, der mit 30'000 Franken dotiert ist.

## Werke

### Bücher
- Herr Mäder 1. Mit einem Vorwort von Marcel Elsener. Verlag Saiten, St. Gallen 2006 (4., überarb. Aufl.), ISBN 3-9521302-2-2.
- Herr Mäder 2. Mit einem Vorwort von Marcel Elsener. Verlag Saiten, St. Gallen 2005, ISBN 3-9521302-5-7.

### Tonträger
Mit Mölä & Stahli
- Zytglogge. 2003, ISBN 978-3-72964145-7.

Mit Stahlbergerheuss
- Musik und Mechanik. Kein & Aber, 2004, ISBN 978-3-0369-1218-9.

Mit Stahlberger
- Rägebogesiedlig 2009
- Abghenkt, 2011
- Die Gschicht isch besser, 2014
- Dini zwei Wänd, 2019
- Lüt uf Fotene, 2022

Solo
- Innerorts, 2012
- Kristalltunnel, 2016
- I däre Show, 2020 (mit Bit-Tuner)

## Auszeichnungen
- 2001: Prix Walo in der Sparte Kleinkunst/Comedy für das Duo Mölä & Stähli (zusammen mit Moritz Wittensöldner als Möla)
- 2009: Salzburger Stier[5]
- 2016: nominiert für den Schweizer Kleinkunstpreis
- 2021: HSG-Kulturpreis der Universität St. Gallen[6]
- 2021: Schweizer Preis Darstellende Künste
- 2023: Anerkennungspreis der Stadt St. Gallen[7]